# Lupeni
Lupeni (en húngaro: Lupény) es una ciudad de Rumania en el distrito de Hunedoara.

## Geografía
Se encuentra a una altitud de 645 m s. n. m. a 335 km de la capital, Bucarest.

## Demografía
Según estimación 2012 contaba con una población de 29 598 habitantes.
| 1948 | 1956   | 1966   | 1977   | 1992   | 2002   | 2012   |
| s/d  | 21 188 | 29 340 | 28 280 | 32 853 | 30 642 | 29 598 |